# Wilson Abraham Moncayo Jalil
Wilson Abraham Moncayo Jalil (Ambato, Provincia de Tungurahua, 20 de septiembre de 1944-Quito, Provincia de Pichincha, 12 de marzo del 2012), fue un sacerdote católico ecuatoriano, que se desempeñó como el II Obispo de Santo Domingo desde el 11 de mayo del 2002, hasta su fallecimiento en el 2012.

## Biografía
Nació en la ciudad de Ambato, provincia de Tungurahua.

### Ordenación Sacerdotal
Fue ordenado sacerdote el 23 de agosto de 1970

### Ordenación Episcopal

#### Como Obispo de Santo Domingo de los Colorados
Fue nombrado Obispo de Santo Domingo de los Colorados el 11 de mayo del 2002 por el Papa Juan Pablo II.

#### Obispo de Santo Domingo en Ecuador
Una vez cambiada su nombre a ser Diócesis de Santo Domingo en Ecuador por el papa Juan Pablo II, fue nombrado como el segundo Obispo de Santo Domingo el 18 de junio del 2009, por el papa Benedicto XVI.

## Muerte
Falleció en la mañana del 12 de marzo del 2012, tras un agresivo cáncer al pulmón.